# Kim Mu-yeol
Kim Mu-yeol (hangul: 김무열; rr: Gim Mu-yeol; MR: Kim Muyŏl; 22 de maio de 1982) é um ator sul-coreano.

## Carreira
Ele começou a sua carreira de atuação no teatro musical, vencendo o prêmio coreano de Melhor Ator em Musical no ano 2009 pelo seu papel de Melchior em Spring Awakening. Seguindo uma carreira de sucesso no teatro, Kim participou de papéis pequenos no cinema e na televisão. Mas após receber boas críticas pelos seus papéis como coadjuvante em The Scam (2009) e War of the Arrows (2011), Kim realizou seu primeiro papel importante no filme A Muse (2012), seguido de um papel principal no filme independente All Bark No Bite. No entanto, ele foi obrigado a fazer uma pausa em sua carreira em 2012 por causa do serviço militar compulsório; O que fez-lhe ganhar fama na imprensa coreana pela suas críticas ao serviço militar e a luta da sua agência para ele poder voltar a atuar. Kim deixou o serviço militar em 8 de julho de 2014 e voltou atuar no filme Northern Limit Line de 2015, um thriller naval sobre a Segunda Batalha de Yeonpyeong.
Ele foi escalado como protagonista em Bad Guys.

## Serviço militar
Em junho de 2012, Kim foi alvo de crescentes críticas públicas por alegações de que ele driblou o serviço militar obrigatório. Em um relatório divulgado pelo Conselho Coreano de Auditoria e Inspeção (BAI), Kim foi considerado apto para servir na ativa como recruta de nível dois após um exame físico em março de 2001. No entanto, ao longo de 2007 a 2009, Kim foi adiando seu alistamento com base no fato de estar prestando concurso público ou de ter sido admitido em um centro de treinamento profissional, nos quais nenhum ocorreu. Durante esse tempo, ele ganhou aproximadamente 300 milhões de won em filmes, musicais e trabalhos na televisão. Em dezembro de 2009, ele recebeu o aviso final para o alistamento, tendo esgotado os 730 dias permitidos para o adiamento. Ele apresentou um pedido para mudar seu status militar em janeiro de 2010 devido a uma lesão no joelho, que foi rejeitado. Finalmente, uma isenção válida foi concedida com base em que ele era um "indivíduo de baixa renda" e o único provedor de sua família. A alegação do BAI era que a renda de Kim é substancialmente mais alta do que o padrão de desqualificação devido à pobreza; portanto, a Administração da Força Militar foi negligente em seus deveres ao conceder a isenção.
A agência de Kim, Prain TPC, defendeu-o, afirmando que Kim sustentava sua família trabalhando como guarda de segurança, na construção civil e em uma fábrica de telefones celulares desde o final da adolescência. Quando seu pai desmaiou devido a uma hemorragia cerebral e foi diagnosticado com câncer em 2008, os tratamentos geraram muitas dívidas para a família. A piora de sua condição financeira fez com que eles se tornassem totalmente dependentes de Kim, resultando em seu pedido de isenção em 2010
Dada a publicidade, uma nova investigação sobre o caso foi iniciada e Kim foi convidado pela produtora a deixar o filme 11 A.M. (sendo substituído por Choi Daniel).
Em 4 de outubro de 2012, Kim divulgou uma declaração de que, embora não houvesse nenhum delito de sua parte, ele havia decidido entrar voluntariamente no exército "para recuperar sua honra prejudicada pelos rumores".
Em janeiro de 2013, Kim estrelou o musical militar The Promise. Foi coproduzido pelo Ministério da Defesa Nacional e pela Associação de Teatro Musical da Coreia, para comemorar o 60º aniversário da assinatura do armistício da Coreia. Foi exibido de 9 a 20 de janeiro no Teatro Nacional da Coreia, com um elenco composto pelos atores Ji Hyun-woo e Jung Tae-woo, além dos cantores Leeteuk do Super Junior, Yoon Hak do Supernova e Lee Hyun do 8Eight. O musical gira em torno de um grupo de soldados que cumprem uma promessa feita uns aos outros durante a guerra. Quando a unidade de "soldados do entretenimento" foi dissolvida em agosto de 2013, Kim foi transferido para uma unidade de combate da linha de frente da 12ª Divisão de Infantaria com sede no condado de Inje, província de Gangwon.
Em fevereiro de 2014, Kim foi submetido a uma cirurgia para tratar uma lesão na cartilagem do joelho esquerdo e, posteriormente, recebeu tratamento de reabilitação por quase dois meses em um hospital militar perto de Seul. Críticas foram levantadas sobre sua longa licença médica, mas o Ministério da Defesa se recusou a fornecer informações detalhadas sobre o estado de saúde de Kim, argumentando que era uma violação de sua privacidade.
Kim recebeu alta em 8 de julho de 2014.

## Vida pessoal
Depois que um tweet romântico de Kim, onde ele disse ser uma mensagem privada para Yoon Seung-ah, foi acidentalmente postado na página do Twitter do ator, suas agências confirmaram em fevereiro de 2012 que os dois estavam namorando. Kim e Yoon se casaram em 4 de abril de 2015.
Em dezembro de 2022, sua agência anunciou que Yoon está grávida do primeiro filho do casal e deve dar à luz em junho de 2023. Yoon deu à luz um filho, Kim Tae-myeong, em 8 de junho de 2023.

## Filmografia

### Filmes
| Ano  | Título                           | Papel                          | Notas          |
| ---- | -------------------------------- | ------------------------------ | -------------- |
| 2001 | Saigon                           |                                |                |
| 2004 | The Happy Family                 |                                |                |
| 2005 | Today, It's My Turn!!            |                                |                |
| 2009 | The Scam                         | Jo Min-hyeong                  |                |
| 2009 | After the Banquet                | Kim Hyun-joon                  | Telefilme      |
| 2010 | Finding Mr. Destiny              | Funcionário da companhia aérea | Cameo          |
| 2010 | Vertical Limit                   | Homem                          | Curta-metragem |
| 2011 | Romantic Heaven                  | Dong Chi-sung                  | Cameo          |
| 2011 | War of the Arrows                | Seo-goon                       |                |
| 2012 | Doomsday Book                    | Ji-ho                          |                |
| 2012 | A Muse                           | Seo Ji-woo                     |                |
| 2012 | All Bark No Bite                 | Sang-keun                      | [ 29 ]         |
| 2012 | 정지우x김무열x조은지 Project     |                                | Curta-metragem |
| 2015 | Northern Limit Line              | Yoon Young-ha                  |                |
| 2017 | Warriors of the Dawn             | Gok-soo                        |                |
| 2017 | Forgotten                        | Yoo-seok                       | [ 30 ]         |
| 2018 | Snatch Up                        | Min-jae                        |                |
| 2018 | Illang: The Wolf Brigade         | Han Sang-woo                   |                |
| 2019 | The Gangster, The Cop, The Devil | Jung Tae-suk                   | [ 31 ]         |
| 2020 | Intruder                         | Seo-jin                        |                |
| 2020 | Honest Candidate                 | Park Hee-cheol                 | [ 32 ]         |
| 2021 | Voice                            | Pro Kwak                       | [ 33 ]         |
| 2022 | Honest Candidate 2               | Park Hee-cheol                 | [ 34 ] [ 35 ]  |
| 2023 | The Devil's Deal                 | Kim Pil-do                     | [ 36 ] [ 37 ]  |
| 2024 | The Roundup: Punishment          | Baek Chang-gi                  | [ 38 ]         |

### Séries de televisão
| Ano  | Título                               | Papel                                | Transmissão  |
| ---- | ------------------------------------ | ------------------------------------ | ------------ |
| 2007 | Drama City "신파를 위하여"           | Hyun-wook                            | KBS2         |
| 2007 | Chosun Police: Season 1              | Oh-deok                              | MBC Dramanet |
| 2008 | Chosun Police: Season 2              | Oh-deok                              | MBC Dramanet |
| 2008 | Iljimae                              | Si-wan, irmão mais velho de Eun-chae | SBS          |
| 2009 | Wife Returns                         | Han Kang-soo                         | SBS          |
| 2010 | John and Rugalda, Two Virgin Spouses | John/Yoo Jung-cheol                  | PBC          |
| 2015 | My Beautiful Bride                   | Kim Do-hyung                         | OCN          |
| 2017 | Bad Guys 2                           | No Jin-pyeong                        | OCN          |
| 2022 | Trolley                              | Jang Woo-jae                         | SBS          |

### Webséries
| Ano  | Título           | Papel         | Notas          | Ref.          |
| ---- | ---------------- | ------------- | -------------- | ------------- |
| 2022 | Juvenile Justice | Cha Tae-joo   |                | [ 41 ]        |
| 2022 | Grid             | Song Eo-jin   |                | [ 42 ]        |
| 2023 | Sweet Home       | Kim Young-hoo | Temporadas 2–3 | [ 43 ]        |
| 2023 | Hi Cookie        | Yoo Seong-pil |                | [ 44 ] [ 45 ] |
| 2024 | Queen Wu         | Eulpaso       |                | [ 46 ]        |

## Teatro

### Musicais
| Ano  | Título                | Papel           |
| ---- | --------------------- | --------------- |
| 2002 | Jjangdda              |                 |
| 2005 | Line 1                |                 |
| 2005 | Assassins             | John Hinckley   |
| 2005 | Grease                | Danny Zuko      |
| 2006 | Singin' in the Rain   |                 |
| 2006 | Altar Boyz            | Luke            |
| 2006 | Passion of the Rain   |                 |
| 2007 | Thrill Me             | Richard, Nathan |
| 2007 | Finding Kim Jong-wook | Kim Jong-wook   |
| 2007 | Singin' in the Rain   | Don Lockwood    |
| 2008 | Thrill Me             | Richard         |
| 2008 | The Happy Life        | Sae-ki          |
| 2009 | Spring Awakening      | Melchior        |
| 2009 | Jack the Ripper       | Daniel          |
| 2010 | Thrill Me             | Nathan          |
| 2010 | The Three Musketeers  | d'Artagnan      |
| 2011 | Gwanghwamun Love Song | Hyun-woo        |
| 2011 | Guys and Dolls        | Sky Masterson   |
| 2012 | Gwanghwamun Love Song | Hyun-woo        |
| 2012 | Thrill Me (Japão)     | Nathan          |
| 2013 | The Promise           | Sang-jin        |
| 2014 | Kinky Boots           | Charlie Price   |
| 2017 | Thrill Me             | Nathan          |

### Peças
| Ano       | Título                | Papel                    | Ref.   |
| --------- | --------------------- | ------------------------ | ------ |
| 2005      | Myeongdong Blues      |                          |        |
| 2006      | Bindaetteok Gentleman |                          |        |
| 2007      | Gangtaek-gu           |                          |        |
| 2007-2008 | Mad Kiss              | Jung Jung                |        |
| 2008      | Fish man              | Understudy, Planning     |        |
| 2009      | Zoo Story             | Jerry                    |        |
| 2011      | One or Two Beeps      | Ho-jun                   |        |
| 2016      | Ice                   | Detetive 1 (Cho Doo-man) | [ 47 ] |

## Discografia
| Ano  | Música  | Notes                       |
| ---- | ------- | --------------------------- |
| 2009 | "Mandy" | Faixa para Wife Returns OST |

## Prêmios e indicações
| Ano  | Prêmio                                       | Categoria                                                | Nomeado/Trabalho | Resultado |
| ---- | -------------------------------------------- | -------------------------------------------------------- | ---------------- | --------- |
| 2000 | Festival de Artes Juvenis de Dongrang        | Prêmio de Excelência, Ator                               |                  | Venceu    |
| 2007 | 1º Festival Internacional de Música de Daegu | Melhor Ator Revelação                                    |                  | Venceu    |
| 2007 | 1° The Musical Awards                        | Melhor Ator Coadjuvante                                  | Thrill Me        | Indicado  |
| 2009 | 15° Korea Musical Awards                     | Melhor Ator                                              | Spring Awakening | Venceu    |
| 2009 | 30° Blue Dragon Film Awards                  | Melhor Ator Revelação                                    | The Scam         | Indicado  |
| 2010 | 46° Baeksang Arts Awards                     | Melhor Ator Revelação (Flme)                             | The Scam         | Indicado  |
| 2010 | SBS Drama Awards                             | Melhor Ator Coadjuvante em Drama de Fim de Semana/Diário | Wife Returns     | Indicado  |
| 2012 | 21° Buil Film Awards                         | Melhor Ator Coadjuvante                                  | A Muse           | Indicado  |
| 2018 | KBS Drama Awards                             | Melhor Ator em Drama de Um Ato/Especial/Curta            | Forgotten Season | Indicado  |